# 케추아노랑귀박쥐
케추아노랑귀박쥐(Vampyressa sinchi)는 주걱박쥐과(신세계잎코박쥐과)에 속하는 박쥐의 일종이다. 콜롬비아의 토착종이다.

## 특징
작은 박쥐로 전체 몸길이는 68~70mm, 전완장은 39.1~41.5mm이다. 발 길이는 11~13mm, 귀 길이는 17~18mm이다. 털은 짧다. 등 쪽은 연한 갈색부터 진한 베이지색까지 다양한 반면에 배 쪽은 뚜렷하다. 주둥이는 짧고 넓다. 잎코가 잘 발달해 있고, 갈색과 노란색의 창 모양을 띤다.

## 생태
먹이는 과일이다.

## 분포 및 서식지
콜롬비아 안데스산맥의 동부 코르딜레라 동부 지역과 중부 지역의 동부 경사면을 따라서만 발견된다.